# Támesis (Antioquia)
Támesis est une municipalité située dans le département d'Antioquia, en Colombie.